# Будинок Верлінського
Буди́нок Верлі́нського — будинок в Черкасах, збудований купцем Н.Верлінським на початку XX століття.

## Історія
Із самого початку будинок був зведений як готель «Древня Русь». З приходом Радянської влади в будинку розміщувалось спочатку реальне училище, а пізніше — молодіжний клуб, профспілкові організації та правоохоронні установи. 

## Галерея

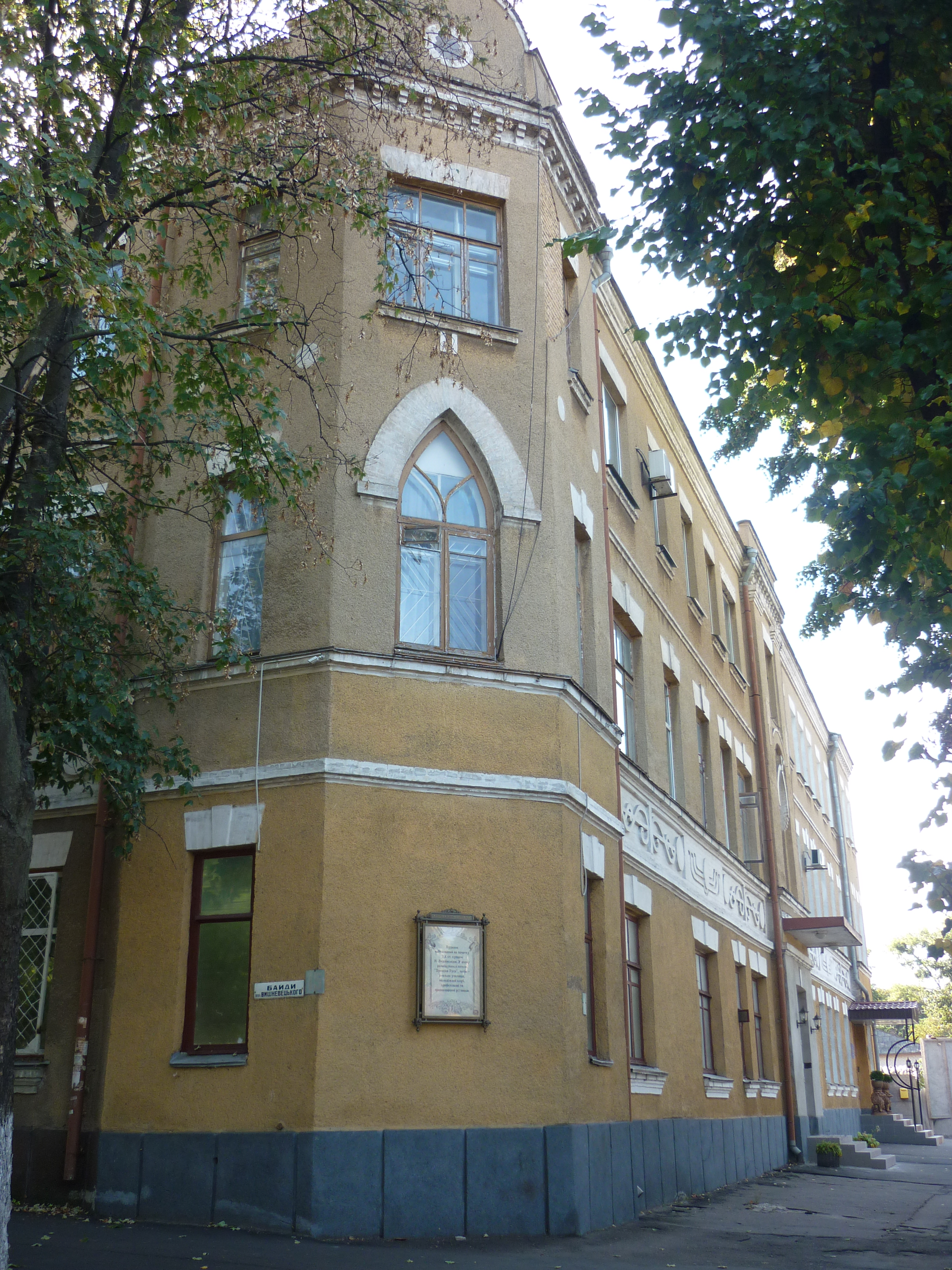
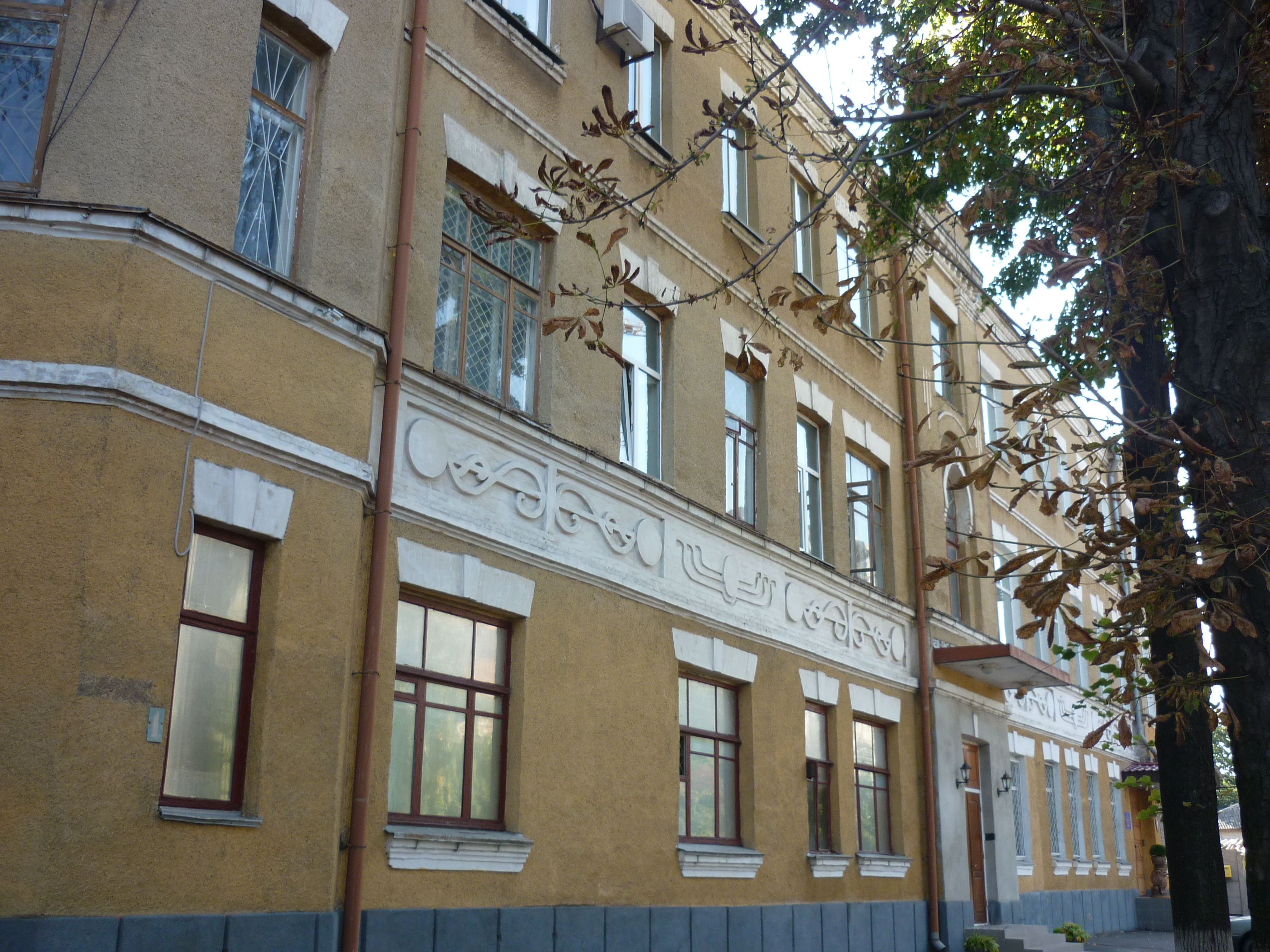

| Черкаси | Це незавершена стаття про Черкаси. Ви можете допомогти проєкту, виправивши або дописавши її. |